# Temmincks nachtzwaluw
De Temmincks nachtzwaluw (Lyncornis temminckii; synoniem: Eurostopodus temminckii) is een vogel uit de familie Caprimulgidae (nachtzwaluwen).

## Verspreiding en leefgebied
Deze soort komt voor in Maleisië, Sumatra en Borneo.